# إيمي يب
ايمي يي (بالصينية: 葉子楣)‏ (و. 1966 – م) هي ممثلة، وعارضة، من جمهورية الصين الشعبية، ولدت في تايشان.

## وصلات خارجية
- إيمي يب على موقع IMDb (الإنجليزية)
- إيمي يب على موقع قاعدة بيانات الفيلم (الإنجليزية)